# Troodon
Troodon és un gènere de dinosaure teròpode que visqué a Nord-amèrica a finals del període Cretaci, fa aproximadament 74 milions d'anys, les restes del qual s'han trobat principalment al Canadà, Estats Units i Mèxic.
S'ha classificat a la família dels troodòntids, en la que tots els individus que en pertanyen presenten un coll llarg, així com unes mandíbules llargues i estretes amb petites dents afilades, potes anteriors curtes amb tres dits armats amb urpes i llargues potes posteriors adaptades a la carrera.
Troodon (anteriorment anomenat Stenonychosaurus) és considerat un dels dinosaures més intel·ligents, ja que el seu cervell era gran i complex en relació amb la seva mida corporal. Era tan gran que inclús s'han trobat marques en la cavitat cranial fossilitzada de l'animal. Tot i així, aquesta mida relativa del cervell no és massa impressionant si es compara amb el dels ocells moderns: seria equivalent al de l'estruç.
Els seus ulls eren grans i adaptats a la visió noctura; era molt probablement un àgil caçador de mamífers i petits rèptils. Pel seu parentiu amb dinosaures plumífers, es dedueix que devia posseir plomes.
Troodon mesurava aproximadament 2 m de longitud i pesava uns 50 kg.